# Siphoneugena kuhlmannii
Siphoneugena kuhlmannii är en myrtenväxtart som beskrevs av Joáo Rodrigues de Mattos. Siphoneugena kuhlmannii ingår i släktet Siphoneugena och familjen myrtenväxter. Inga underarter finns listade i Catalogue of Life.